# Retentor de aterragem
O retentor de aterragem, também conhecido como retentor de aviões é um mecanismo que tem a finalidade de desacelerar a aterrissagem em porta-aviões ou pistas curtas em determinadas bases aéreas estratégicas.
Basicamente num porta-aviões, quando uma aeronave pousa em seu convés é necessária a redução de sua velocidade num espaço de 60 aproximado de metros, dependendo o tamanho da belonave. O momento de toque normalmente se dá a uma velocidade de 250 km/h, o peso padrão de alguns tipos de aviões é em torno de 20 toneladas, portanto a energia cinética a ser dissipada é muito grande. Para evitar danos na tripulação do avião e no avião, a frenagem deve ser controlada de tal forma que a desaceleração deva ser suave.
O sistema de frenagem deve proporcionar uma redução de velocidade progressiva. A resistência à passagem da aeronave deve iniciar do zero, tendo um aumento de frenagem aumentado até uma medida segura, permanecendo constante até a parada total.
O mecanismo basicamente consiste num gancho preso por um cabo na cauda do avião. Estando posicionado em nível inferior ao trem de pouso na pista de rolagem, estão estirados cabos de retenção dispostos transversalmente e mantidos por molas de aço com a forma de arcos. Seus extremos são ligados a sistemas de absorção que devem dissipar a energia e suportar o peso da aeronave.
O retentor de aviões mais utilizado é um sistema chamado de “aríete hidráulico”. Este possibilita a absorção através de um pistão hidráulico que se move no interior de um cilindro hidráulico. Ao se mover, o pistão força o fluido hidráulico no interior do cilindro através de uma válvula de estrangulamento. 
Mecanismos de retenção prendem o cabo de retenção que se desloca através de um sistema de roldanas que transferem o movimento para o aríete através de outras roldanas que estão montadas num cilindro fixo que por sua vez retém o pistão ao cilindro. 
O pistão ao se deslocar, num primeiro momento está livre, à medida que o fluido passa através da válvula de estrangulamento começa haver resistência hidráulica, esta aumenta até uma determinada medida que é controlada por processos mecânicos que mantém o fluxo constante. Logo, estando a passagem de fluido constante, as roldanas tem velocidade constante sendo transferida esta estabilidade ao deslocamento do cabo. 
Este eficiente sistema de frenagem é instalado sob o convés do porta-aviões em suas duas extremidades. O mecanismo permite a economia de espaço ocupado pelas frenagens, possibilitando assim maior segurança e economia. 